# 萍卡菲尔特
萍卡菲尔特（德语：Pinkafeld；匈牙利语：Pinkafő），建于860年，是布尔根兰州最古老的城市之一。於2005年的人口普查中约有 5,285 人。